# 不羹
不羹（ふろう）は、先秦の小規模な諸侯国。国君は嬴姓であり、少昊の末裔とされている。楚によって滅亡した。
不羹は春秋時代には楚の邑となっている。紀元前531年に楚の霊王は陳地・蔡地・不羹の城墻を修築したという記述がある。不羹は東と西の二城があり、東不羹城は現在の河南省漯河市舞陽県北西に位置し、西不羹城は現在の河南省許昌市襄城県の南東20キロメートルに位置する。『漢書』地理志には潁川郡定陵県に東不羹が、潁川郡襄城県に西不羹があったと記されている。